# 津幡町立英田小学校
津幡町立英田小学校（つばたちょうりつ あがたしょうがっこう）は、石川県河北郡津幡町にある公立小学校。

## 沿革
- 1989年 - 開校。
- 2008年 - 津幡町立河合谷小学校と統合。

## 通学区域
- 津幡町[3]
  - 字舟橋、字加茂、字領家、字谷内、字御門、字下矢田、字能瀬、字上矢田、字中山、字種、字小熊、字池ケ原、字平野、字興津、字菩提寺、字上大田、字下河合、字上河合、字牛首、字瓜生

## 進学先中学校
- 津幡町立津幡中学校[4]